# آلفرد هالینگزورث
آلفرد هالینگزوُرث (انگلیسی: Alfred Hollingsworth؛ ‏ آوریل ۱۸۶۹ – ۲۰ ژوئن ۱۹۲۶) بازیگر اهل ایالات متحده آمریکا بود.
از فیلم‌هایی که وی در آن نقش داشته‌است، می‌توان به لولاهای جهنم، سه تفنگدار و تخم اشاره کرد.